# رجائي زاده محمود اكرم
رجائى محمود زاده أكرم (باللغة العثمانية: رجائي محمود أكرم بك) (1 مارس 1847 - 31 أكتوبر 1914) هو شاعر وأديب عثمانى، من الأسماء التي تأتى في مقدمة الأدب العثمانى في القرن التاسع عشر. وأُصدر طابع بريد يحمل صورته تقديرًا له.

## حياته
هو ابن رجائى أفندى ناظر التقويم خانه، ووالد أرجومنت أكرم. تعلم اللغة السريانية واللغة الفارسية من والده، وأنهى تعليمه الابتدائى في عام 1858م. وأكمله بالتعليم الخاص. وبعد الانتهاء من دراسته في (مكتب عرفانى)، لم يستطع أن يكمل تعليمه في المدرسة الحربية التي التحق بها عام 1858م؛ بسبب المشاكل الصحية التي تعرض لها. وبدأ في عام 1862 في ممارسة وظيفته في قلم مراسلات وزارة الخارجية. وقد عمل في عام 1847 رئيس معاوني في دائرة التنظيمات. وفي عام 1877 أصبح نائب شورى الدولة وفي الفترة من 1880-1888 م، أصبح معلماً في المدرسة الملكية وغلطه سراى. وعمل في وزارة الأوقاف والمعارف عام 1908 لبضعة شهور، وفي عضوية مجلس الأعيان في الفترة من 1908-1914.
وقد أرسل لوظيفة رسمية في طرابلس الغرب. وأصبح وزيراً للمعارف في وزارة كامل باشا التي أسست بعد المشروطية الثانية في عام 1908م. وبعد تعرفه على نامق كمال انضم إلى«أنجومنى –شورى» ومقالاته الأولى نشرها في جريدة «تصوير–أفكار». وبعد عام 1870 وهب نفسه للكتابه تماما. وترجم عن الأدب الغربى. ونشر في عام 1870 مسرحيته الأولى «عفيفة أنجاليك»، وديوانه الشعرى الأول عام 1871 بعنوان «نغم سحر» وعندما وافته المنية كان عضواً في مجلس الأعيان.
وعند وفاته تعطلت المدارس وأقيمت له جنازة حاشدة. ومقبرته بجوار مقبرة ابنه نجاد، حيث تقع في «كوجوك صو».

## حياته الأدبية
عقب تعرفه على نامق كمال انخرط في الأوساط الأدبية، وعلى إثر ذهابه إلى فرنسا، تولى إدارة جريدة تصويرى أفكار في عام 1867. وقد عبر رجائى زاده في أشعاره عن الألم الذي شعر به نتيجة لموت ابنه نجاد الذي كان يكن له محبة كبيرة، وقد حمل الكثير من التشاؤم. ولعل الصراعات الأدبية التي نشبت على الساحة مع معلم ناجي المدافع عن الأدب القديم، مهدت الطريق لميلاد تيار الأدب الجديد. وانضم إلى الأوساط أدباء وشعراء هذا العصر وعلى رأسهم «توفيق فكرت». وقد لعب دوراً مهماً عندما تبنى فكر التنظيمات والغرب في الجيل الجديد.
وقد نشرت مسرحيته «من يعرف أكثر يخطأ أكثر» بعد وفاته. وقد تبنى مبدأ الجمال للفن، ودافع عن مفهوم «الفن من أجل الفن»، كما كتب أشعار تناول فيها العودة للطبيعة والإنسان داخل الطبيعة.كما تناول موضوعات العشق والموت. واحتل مكان في الصراع القائم بين القديم والجديد. وروايته الوحيدة «عربة – سواداسى» التي تعد من النمازج الأولى للواقعية في الأدب التركى، فالكاتب في هذه الرواية ينتقد فيها إهدار الأسرة لأموالها على اللهو والتسالى. وفي الفترة التي كتب فيها هذه الرواية كان يضع أسرته نصب عينه. واستمر في كتابة أعماله حتى صارت من ميراث أبيه.

## أعماله الأدبية

### الأعمال المنظومة
- نغمم سهر (1871م).
- يادكارى شباب (1873م).
- زمزمه (3 مجلدات 1883 -1885م).
- تفكر (مقالات صحفية 1888م)
- مهمل الهندام (مقالات صحفية،1893م).
- نجاد أكرم (مجلدان، مع مذكرات 1900-1901م).
- نافرين (1914م).

### الرواية
- عربه – سوداسى (الرواية الواقعية الأولى 1896م).

### قصصه القصيرة
- قايمه (1888م).
- محسن بك أو نتيجة الشعراء المؤسفة.
- شمسه (1895م).

### المسرح
- عفيفة أنجهليك (1870م).
- آثلاه ياخود امريقان وحشتلرى (1873م).
- فرحة موصولة أو مقطوعة (1874م).
- عصر الوظيفة (1914م).
- من يعرف أكثر يخطأ أكثر (1916م).

### شعر
- زمزمه

## روابط خارجية
- رجائي زاده محمود اكرم على موقع الموسوعة البريطانية (الإنجليزية)
- رجائي زاده محمود اكرم على موقع ميوزك برينز (الإنجليزية)